# Doppio amore
Doppio amore (L'amant double) è un film del 2017 scritto e diretto da François Ozon, con protagonisti Marine Vacth e Jérémie Renier.

## Trama
Chloé è una donna fragile che si innamora e instaura una relazione con il suo psicanalista. Dopo che sono andati a convivere, la donna scopre aspetti inquietanti del suo uomo che le ha nascosto parti della sua identità.

## Distribuzione
Il film è stato presentato in anteprima e in concorso al Festival di Cannes 2017.

## Riconoscimenti
- 2017 - Festival di Cannes
  - In competizione per la Palma d'oro